# Juan Font y Vidal

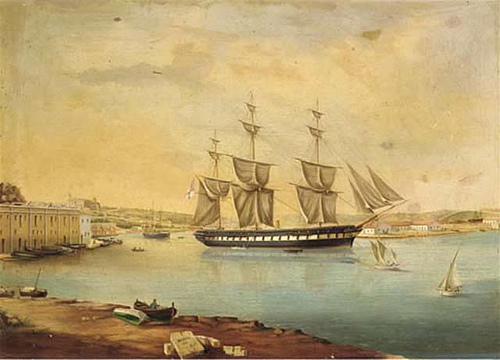
Corbeta en el puerto de Mahón, 1874

Juan Font y Vidal (1811-1885) fue un pintor menorquín del siglo XIX.

## Biografía
Nació el 16 de octubre de 1811; primer hijo del fiscal de la Real Gobernación, Joan Font Roselló y de Cecila Vidal Trémol, hija de Antonio Vidal Seguí, que era teniente de fragata. Pudo dedicarse totalmente a la pintura. A los veintidós años de edad se casó con Dolores Obregón Díez, hija de Manuel Obregón y Fernández de la Quinta, que fue un militar de Menorca.
En 1844 nació su primer hijo, Joan Font Obregón (1844-1919) y tres años más tarde nació Cecilia Font Obregón (1847-1865).
En su época fue un pintor de poco prestigio, ya que otros pintores como Pérez Villamil y otros triunfaron en la península y a nivel internacional. Pese a eso, fue condecorado en dos ocasiones: una al recibir la cruz de la Orden de Carlos III el 27 de julio de 1852, y otra al recibir la cruz de la Orden de Isabel la Católica. Se presentó sin éxito a la Exposición Nacional de Bellas Artes en 1864.
En 1862 se traslada con su familia a otra vivienda donde en seis años falleció su madre, motivo por el cual se crea un pleito entre los hermanos Joan y Cecilia Font con su tío Joan Vidal i Trémol por los derechos de posesión de los bienes cuantiosos de la fallecida, y en este plazo de tiempo muere también Cecilia.
A partir del 1866 escasean las referencias biográficas sobre el pintor, se sabe que viajó en varias ocasiones a la península y otra a París.
El 18 de abril de 1885 falleció Juan Font y Vidal, y lo enterraron en el cementerio de Mahón.

## Obras
El pintor menorquín fue autodidacta y promovedor de la pintura naturalista, no obstante es posible que frecuentase alguna academia. En su pintura se puede ver la influencia del artista alemán Anton Schranz, que residió en Menorca hasta el año 1817 y pudo haber sido su profesor.

## Temática y composición de sus obras
Cultivador de la pintura naturalista, sus dos temas más representativos son el puerto de Mahón y los barcos, a los cuales introduce en escenas históricas. 
Se trata de uno de los primeros pintores que trataron el tema de los barcos, ya que iba dedicado a la burguesía menorquina de la época. Muchos marineros y pilotos de la flota le encargaban la crónica de sus viajes o de la flota a Font y Vidal. Un cliente que le solía encargar obras con frecuencia era el menorquín Esteve Amengual Begobitx.
De 1850 a 1870 predominó el tema de los barcos, influenciado por el gusto por el puerto por parte de su abuelo materno, aunque en la mayoría de los casos están dedicadas o hechas por encargo. Se sitúa en el periodo de tiempo en el que se abrió la escuela náutica de Mahón.
La composición de sus obras se estructura siempre en dos o tres planos, con tonalidades oscuras en la franja de tierra, que normalmente contiene vegetación. El segundo plano suele ser el motivo principal, ya sea el mar o los barcos. Por último, en el tercer plano encontramos el cielo, aunque a veces ocupa dos tercios de la obra. Sus obras siempre contienen un toque romántico que se ve reflejado en las nubes.
Los cuadros con motivos navales están dibujados con una gran precisión y con abundancia de detalles, se puede observar la exactitud de las sombras en las velas de los barcos. En la parte inferior de los cuadros el autor escribe el título, el nombre de los barcos y la fecha.
Desde 1860 hasta su muerte Font y Vidal sigue una temática histórico-anecdótica que tiene como tema principal la visita a Menorca de la reina Isabel II.
Un cuadro que ha sido muy diferenciado del resto y que rompe con el estilo marinero es la representación de la primera fábrica de Mahón, encargada de confecciones textiles, que se encontraba al otro lado del puerto.
El autor menorquín no ha hecho una gran cantidad de retratos, sólo dos: uno de su madre, y otro de su hijo, aunque sus familiares son quienes poseen la mayor parte de sus obras, tanto bocetos en carboncillo como las acuarelas.
Hay otro grupo de cuadros en formato ovalado ambientado en puertos orientales y mediterráneos, que se caracterizan por tener el fondo difuminado con nieblas, es decir, sigue la línea del romanticismo.
Font y Vidal tiene cuatro cuadros expuestos en el museo de Menorca.